# Jorge Isaacs
Jorge Isaacs Ferrer (1. dubna 1837 Cali – 17. dubna 1895 Ibagué) byl kolumbijský spisovatel a politik.
Jeho otec George Henry Isaacs byl anglicky hovořící Žid narozený na Jamajce, který přišel do Kolumbie živit se jako zlatokop a rančer. Matka Manuela Ferrer Scarpetta byla dcerou španělského důstojníka. Jorge vyrůstal na rodinné haciendě El Paraíso (v současnosti slouží jako muzeum).
Bojoval v kolumbijské občanské válce na straně konzervativců. Byl poslancem a diplomatem, založil noviny La República. V roce 1880 byl krátce prezidentem státu Antioquia, který se vzbouřil proti centrální vládě.
V roce 1864 vydal první sbírku básní. Jeho román María (1867, v roce 1978 vyšel ve slovenštině) je klíčovým dílem romantismu v latinskoamerické literatuře. Odehrává se v Isaacsově rodném kraji Valle del Cauca a propojuje tragický milostný příběh s kostumbrickým vylíčením lokálního stylu života.
Jeho portrét je na kolumbijské bankovce v hodnotě 50 000 pesos.